# Noel Andre
Noel Andre (geboren 2002), auch bekannt als Noël André Lunguana, ist ein deutsch-kongolesischer Sänger und Songwriter, der im Raum Bonn geboren wurde und aufwuchs. Im Jahr 2016 erlangte er erste Aufmerksamkeit durch die Teilnahme an der Sat.1-Castingshow The Voice Kids.

## Musikalischer Werdegang
2014 begann Lunguana mit seiner professionellen Gesangsausbildung. 2016 folgte die Teilnahme an der Sat.1-Castingshow The Voice Kids mit seiner Blind Audition des ESC-Songs „Rise Like A Phoenix“. Der Sänger verließ das Format im März desselben Jahres als Finalist. Es folgten zahlreiche Live-Engagements für u. a. UNICEF Deutschland, musicalpeople oder AfroGospel. Im Jahr 2020 erschien der Song „Verlustangst“ des Rappers Queris für seine EP „Blutmond“, auf der Lunguana unter dem Namen „Noel“ als Feature-Künstler mitwirkte. 2021 veröffentlichte er als Teil des Musik-Duos „Noël X Simon“ eine EP mit dem Titel „Aphonia“. Gemeinsam veröffentlichte das Duo bis Dezember 2021 insgesamt 5 Single-Auskopplungen und die Debüt-EP. Seit 2022 veröffentlicht der Sänger unter dem Namen Noel Andre deutschsprachige Musik. Aktuell ist er unter Vertrag beim Musiklabel Casado, das vom Videoproduzenten Shaho Casado gegründet wurde. Im November 2023 veröffentlichte er seine Single „Ich halt dich nicht auf“ mit No-Angels-Sängerin Nadja Benaissa. Das Musikvideo zur Single wurde unter der Regie von Shaho Casado gedreht.

## Diskografie
- Geb’ nicht auf (2022)
- Bisschen bei dir (2023)
- Stehe wieder auf (2023)
- Lilith (mit Santiago Ghigani) (2023)
- Planlos (2023)
- Alles schaut (Marko Leano mit Noel Andre) (2023)
- Wahnsinn (mit Marko Leano, HONNY) (2023)
- HDF (2023)
- Ich halt dich nicht auf (mit Nadja Benaissa) (2023)
- Lichterlow (2023)

## Autorenbeteiligungen
- Verlustangst – Queris (feat. Noel) (2020)
- Bei Dir – LYNN (2021)
- Cloud 9 – Femme5 (2021)
- Forever Alone – Noël X Simon (2021)
- Self-Sabotage – Noël X Simon (2021)
- Aphonia – Noël X Simon (2021)
- I Don‘t Care – Noël X Simon (2021)
- Summer Romance – Noël X Simon (2021)
- Schneeweiß – Jano (2022)
- Ich bin done – Jano (2022)
- Finally (Die Magie) – Femme5 (2022)
- What’s My Name – Samira 151 (2023)
- One More Time – Jan Matternich, StaySolidRocky (2023)
- Nie Wieder – Melody (2023)
- Schwester – Femme5 (2023)
- Baby Go Down – Femme5 (2023)

## Filmografie
- 2016: The Voice Kids (als Finalist)
- 2023: b:real (RTL2-Format als er selbst)